# Innerrhodische Kantonsbibliothek
Die Innerrhodische Kantonsbibliothek ist eine öffentliche wissenschaftliche Studien- und Bildungsbibliothek. Die Kantonsbibliothek dient der Informationsvermittlung für die allgemeine Öffentlichkeit und den Bedürfnissen von Lehre und Forschung. Sie sorgt für die möglichst vollständige Dokumentation und Archivierung publizierter appenzellischer Informationsträger. Sie sammelt, erschliesst und vermittelt Dokumente zu Information, Ausbildung, Forschung, Berufstätigkeit und Bildung und archiviert sie für die Zukunft.

## Bestand und Benutzung
Bücher und Broschüren ab 1900 sind ausleihbar. Ältere Dokumente (mit Erscheinungsjahr vor 1900), Zeitschriften, Zeitungen sowie Nichtbuchmaterialien können im Forscherraum konsultiert werden.
Die Anzahl gleichzeitig ausgeliehener Dokumente ist nicht limitiert.